# اچ‌ام‌اس اتنتیو (۱۹۰۴)
اچ‌ام‌اس اتنتیو (۱۹۰۴) (به انگلیسی: HMS Attentive (1904)) یک کشتی بود که طول آن ۳۹۵ فوت (۱۲۰ متر) بود. این کشتی در سال ۱۹۰۴ ساخته شد.